# Svea 123

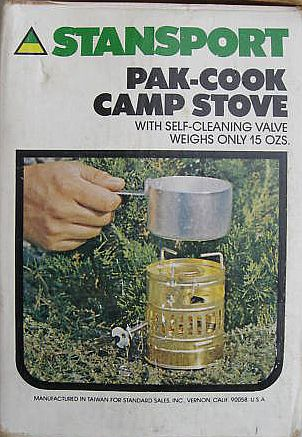
Pak Cook 235, une copie du SVEA 123

Le Svea 123 est un réchaud à essence très compact, adapté au camping et à la randonnée pédestre, fabriqué à l’origine en Suède.
L'intérêt des réchauds à essence est leur efficacité même par très grand froid et la facilité de l'allumage, par rapport aux réchauds à pétrole.
La fabrication du Svea 123 a commencé en 1955 en Suède. Elle a été reprise en Roumanie à partir de 1970 sous la marque et l'appellation Optimus Svea 123R Climber. Le petit réchaud est désormais fabriqué à Taïwan sous sa dénomination d’origine.

## Historique

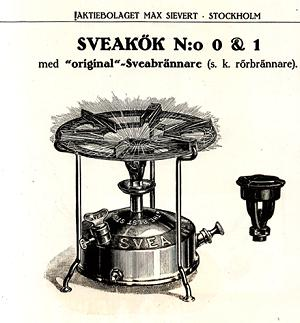
Le réchaud à pétrole Sveakök de 1925, ancêtre du Svea 123. La pompe incorporée (qui n'existe pas sur le 123) est absolument nécessaire sur les réchauds à pétrole lampant.

Ce réchaud tire ses origines de la technique des réchauds Primus développés à la fin du XIXe siècle, de même structure générale, mais fonctionnant au pétrole lampant.

### Fabrication par Nybergs Lödlampfabrik
Le Svea 123 a été mis sur le marché par l'entreprise Nybergs Lödlampfabrik, qui produisait des lampes à souder (lödlamp en suédois) et d'autres types d'outillages.
L'usine Nybergs Lödlampfabrik (fabrique de lampes à souder Nyberg) a été fondée à la fin du XIXe siècle à Sundbyberg, en Suède, par Carl Richard Nyberg (sv) (1858-1939), inventeur de lampes à souder et réchauds à pétrole à pression, et également pionnier de l'aviation, qui construisit ses propres aéroplanes propulsés par une machine à vapeur légère (poids total de tout l'appareil : 80 kg).
L'usine fut reprise en 1922 par Max Sievert, un des premiers associés de Nyberg, sous le nom de Sieverts Lödlampfabrik (devenue ensuite Sievert AB).
Le Svea 123, lancé en 1955, est considéré comme le premier réchaud compact à essence blanche, et ce fut l'un des plus populaires jamais fabriqués. Il est réputé pour le bruit qu'il émet, parfois comparé à celui d'un avion à réaction au décollage. Pour ramener les faits à de justes proportions, il faut reconnaître que ces brûleurs en tulipe sont nettement moins silencieux que ceux à petites perforations utilisables dans les seuls réchauds à pétrole ou à gaz.

### Reprise par Optimus
Puis ce fut Optimus, autre constructeur de lampes, réchauds et matériel de camping suédois, qui racheta l'entreprise, en 1970, et poursuivit la production du Svea 123, qui continue à jouir d'une excellente réputation pour sa simplicité, sa robustesse et son efficacité, même dans des conditions extrêmes.
Malgré la concurrence des réchauds modernes multi-carburants en alliages légers et à bouteille séparée, le petit réchaud en laiton tient bon et figure toujours (en 2020) sur le catalogue d'Optimus.

## Construction

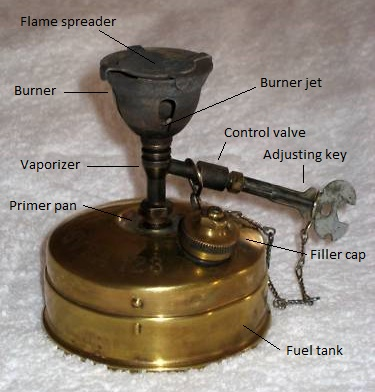
Le Svea 123 et ses composants, sans le support-paravent

Le Svea 123 est fait de laiton massif pour son socle-réservoir et la plupart des pièces de son brûleur, et de tôle de laiton emboutie et soudée pour son support formant paravent. Il pèse environ 500 g et mesure un peu moins de 10 cm de diamètre et environ 11 cm de haut, les supports de casserole non compris. Le paravent ajouré se fixe au réservoir par trois baïonnettes. Il est surmonté de trois petits supports en équerres orientables en acier, qui s'adaptent bien aux différentes largeurs de récipients. Le réchaud est livré avec un couvercle protecteur en aluminium qui peut servir de mini-récipient pour faire chauffer un peu d'eau ou de nourriture. Une petite clé en acier, attachée au brûleur par une chaînette, sert à la fois de clé d'ouverture/fermeture du carburant et de clé de démontage, adaptée aux différents écrous du réchaud.
Par rapport au Svea 123 Sievert d'origine, le Svea dispose depuis le modèle 123R d’Optimus d’une aiguille de nettoyage couplée au robinet d'ouverture, qui remonte jusqu'à l'orifice de la buse quand le robinet de commande est fermé, et descend lorsqu'il est ouvert. Ce système automatique, qui a fait ses preuves dans bien d'autres réchauds et lampes à pression de toutes marques, est très fiable, bien que certains usagers lui préfèrent l'ancien système d'aiguille emmanchée livrée traditionnellement avec les anciens Svea 123 Sievert. Extérieurement, les anciens « 123 » se distinguent par l'attache de la chaîne de clé sur la partie horizontale de la commande du brûleur, alors que cette chaîne se trouve attachée, depuis les « 123R », par un simple anneau en S entourant le tube vertical du brûleur, juste au-dessus de la commande du robinet.
Lors d'une grande randonnée dans les Appalaches, le Svea 123R s'est montré comme le réchaud ayant eu le moins de colmatages et anomalies de fonctionnement.

## Mise en œuvre et fonctionnement
Tout réchaud à hydrocarbure liquide doit être préchauffé pour que le carburant puisse facilement passer à l'état de gaz inflammable par mélange avec l'oxygène contenu dans l'air. Il faut donc procéder à un court préchauffage du réchaud, à l'aide d'une faible quantité d'un quelconque carburant (alcool, ou un peu d'essence prélevée dans le réservoir) dans la petite cuvette emboutie située à la partie supérieure du réservoir, à la base du vaporisateur. Ce préchauffage a aussi pour effet de dilater l'air contenu dans le réservoir et de pousser l'essence vers le brûleur. L'été, il suffit de tenir le réservoir entre les mains durant quelques minutes pour créer la surpression nécessaire.
Le préchauffage achevé (environ une minute), on allume le réchaud normalement, à l'aide d'une allumette. La chaleur du brûleur entretient alors la pression d'air dans le réservoir.